# Ilhas DK
Ilhas DK é um arquipélago de ilhas territoriais na aguas da Ilha Donkey Kong servindo como mapa de grande parte da ação dos vários dos jogos de Donkey Kong. As ilhas territoriais perto da Ilha DK apareceram no Donkey Kong Country 3: Dixie Kong's Double Trouble, Donkey Kong 64 e DK: Jungle Climber.
Revelado nos jogos Donkey Kong '94, Donkey Kong Land & Super Mario Odyssey que esse arquipélago fica na costa de Nova Donk no Reino do Metro.
Outras ilhas que estão distantes do arquipélago são governadas, controladas ou livres aparecendo apenas nos jogos: Donkey Kong Country 2: Diddy's Kong Quest, Diddy Kong Racing, DK: Jungle Climber & Donkey Kong Country: Tropical Freeze.